# 節電

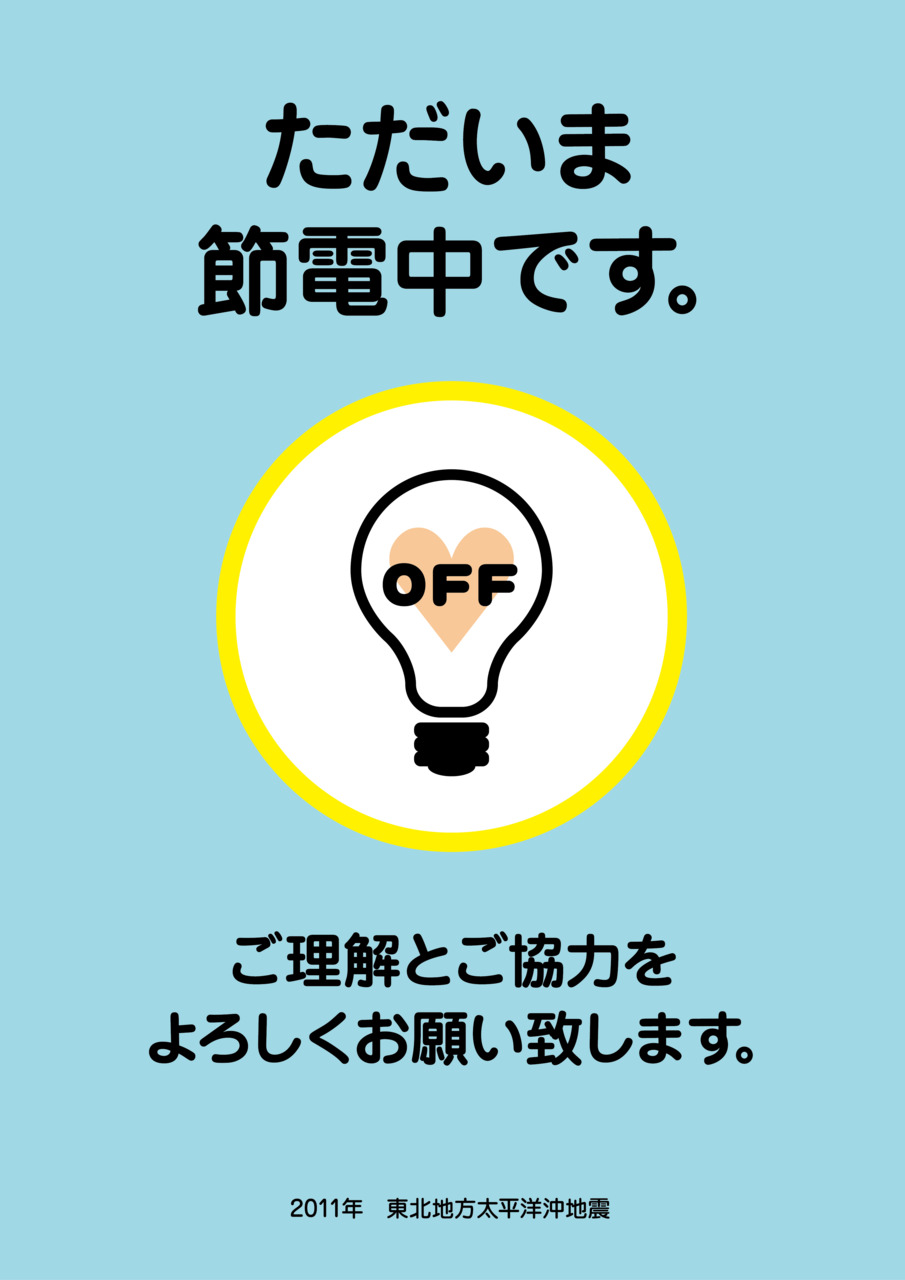
東日本大震災後に公表された日本の節電ポスター（2011年）

節電（せつでん）は、電気の使用量（消費量）を節約すること。

## 節電の意義
ひとつは電気料金の低減である。電気料金は電気の使用量に応じて請求されるため、節電することで、節電する人（家庭、法人、組織など）の出費を減らし、容易に実感できる効果をもたらす。
また、地球の環境を守るのに役立つ。例えば近年の日本では火力発電が60%を占めており、それは石油・石炭・天然ガスを燃やしており二酸化炭素を多く排出し、地球の温暖化により街や国の水没（ツバルやヴェニスの水没など）を引き起こしたり、異常気象を引き起こす、といった大問題を地球全体に対して引き起こしている。節電によってそれらの問題の原因を減らすことができるのである。
さらに夏のピーク時、電力供給がひっ迫している時の電力消費を減らすことができれば、結局、危険な原子力発電所を含め、無駄な発電所を減らすこともできる。ピーク時の節電により、大規模停電や計画停電を回避することもできる。
電力事業者が発電設備への投資を抑える代わりに、大口需要家に対価を払いピーク時の電力消費を抑制してもらうことをネガワット取引という。

## 節電の方法

### ピークカット・ピークシフト
「ピークカット」とは、電力需要のピークにあたる時間帯の電力消費を低くおさえること。また「ピークシフト」とは、夜間など比較的電力需要の少ない時間帯に、電気を使用する時間を移動したり蓄熱すること。
日本の電力需要がピークを迎える時期は7月 - 9月の平日（お盆休みの8月13日 - 16日を除く）9時 - 20時頃であり、中でも13時 - 16時頃が高く、14時頃が最も高くなっている。また何らかの理由によって電力を十分に供給できない場合は、電力会社側から節電の呼びかけが行われる。たとえば、夏場に空調などの使用によりピーク時の消費電力が発電設備の総発電量を超えてしまうおそれがある。このため、電力会社によって夏季の空調設定温度を高めに設定するなどの節電が呼びかけられることが多い。
電力会社は常に電力消費状況を監視しており、電力供給力の限界が近づいていることを感知すると、大口電力需要家と電力会社との間で結ばれる「需給調整契約」に基づき、使用電力の削減を要請することができる。それにも関わらず電力の供給が逼迫したときには強制的に電力供給を停止できることになっている（電気使用制限等規則）。このため各事業者では、要請に備えて電力使用機器の優先順位をあらかじめ決定しておき、要請に応じて機器を停止していく措置をとるようにしている。
また大規模停電を防ぐために計画停電が実施されたり、自治体からエアコンを切るように住民に呼びかけが行われる場合もある。なお電力会社各社で、電力の需給予測や需給状態を掲載する「でんき予報」が、それぞれの公式サイトで発表される場合もある。

### 日本における電力消費の割合
＜家庭・夏14時頃（年間で最も電力消費が多い時）＞
1.エアコン (53%) 2.冷蔵庫 (23%) 3.テレビ (5%) 3.照明 (5%) 5.待機電力 (4%) 6.温水洗浄便座 (0.8%) 7.パソコン (0.3%) 8.その他 (10%)
| 産業・施設           | 消費電力 （kW / 日）   |
| -------------------- | ---------------------- |
| 電気・自動車等       | 46,170,000             |
| 化学                 | 24,700,000             |
| 鉄鋼                 | 17,530,000             |
| 鉄道                 | 17,260,000 ※ 360,000   |
| 食品                 | 15,300,000             |
| パチンコ             | 4,150,000 ※ 10,920,000 |
| 飲料販売機           | 4,000,000              |
| 東京ドーム （1試合） | 40,000 ※ 45,000        |

### 節電の取り組み

#### 企業・官庁でできる節電
- 空調関連
  - 冷房は設定温度を高めにし、暖房は設定温度を低めにする。
  - 空調室外機周辺への散水や、空調室外機周辺を日陰にする工夫や通気性の確保。なお、空調室外機自体に水を掛ける事は故障のおそれがある。[8]
  - 建物周囲の地面や壁面への散水、打ち水。気化による吸熱や凝結(結露)による発熱(凝縮熱)の活用・抑制という原理を利用している）
  - できるだけ衣服で体感温度を調整する。クールビズ・ウォームビズの取り組み
  - さほど気温が高くない時は、安易にエアコンを作動させるのではなく、可能な場合にはなるべく窓を開けてオフィス内に風を通す。
  - 換気の実施
    - 夜間に機器の熱がオフィスにこもり室温が上がっている場合は、いきなりエアコンを作動させるのではなく、一旦窓を開けて熱い空気を充分に排出してから、窓を閉じエアコンを作動させる。
    - ナイトパージ(夜間等の冷気の取り入れ)の実施

  - 空調効果の向上（断熱性の強化）
    - 出入り口へのドアや二重扉、回転扉の設置
    - 出入り口へのエアーカーテンの設置

  - 代替空調システムの採用
    - 地中熱ヒートポンプによる空調システム[9]
    - 河川水や海水、海洋深層水、地下水、未処理下水、下水処理水などとの熱交換 (海水空調システム(SWAC)など)
    - フリークーリングや貯雪設備(雪室)、氷室の設置。データセンター等の発熱設備でコンプレッサーを使用せず冷却するなど。
    - ナチュラルチラー(吸収式冷凍機)の活用 (ソーラークーリングシステムや排熱利用吸収冷凍機(ジェネリンク)など)

  - より高効率の空調設備への更新[10]
  - 室温の数的な把握
    - 室温計をオフィス等に設置し、室温を実測により把握する。
    - 熱流体解析や建物エネルギーシミュレーションの使用
    - サーモグラフィや熱赤外航空撮影による計測

  - 遮熱塗料や熱吸収塗料や放熱塗料、温度で性質の変わる塗料を活用する
  - 熱源からの熱を室内に拡散させずに直接外気に逃す (ファンによる強制冷却、ヒートパイプやラジエーターによるサーモコイルなど)
  - 断熱効果を持つ空気層の削減による冷却ファンの削減 (油冷、液体シリコン冷却など)
  - 顕熱蓄熱や潜熱蓄熱、化学蓄熱の活用
- 照明関連
  - 照明使用の削減
    - 減灯。照明の間引き。電車内の照明の減灯（室内灯の間引き）
（JR北海道731系電車、2012年7月）

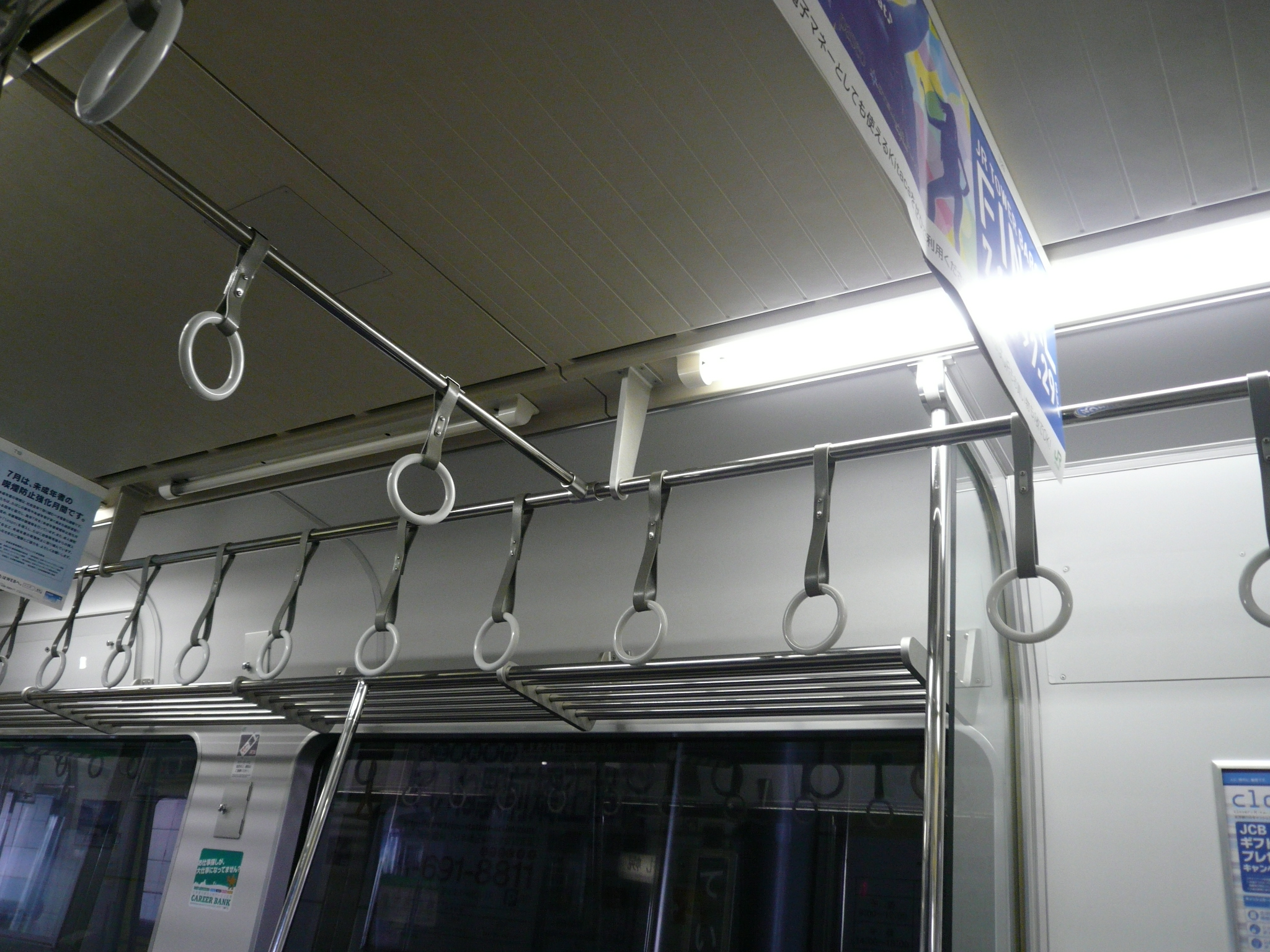
電車内の照明の減灯（室内灯の間引き）
（JR北海道731系電車、2012年7月）

    - 装飾的な照明の消灯。（実用的でない照明の消灯、建造物のライトアップ などの停止）東京タワーの照明を消すことによる節電。
    - 休憩時間帯に照明を消す。

  - LED灯器への置き換え

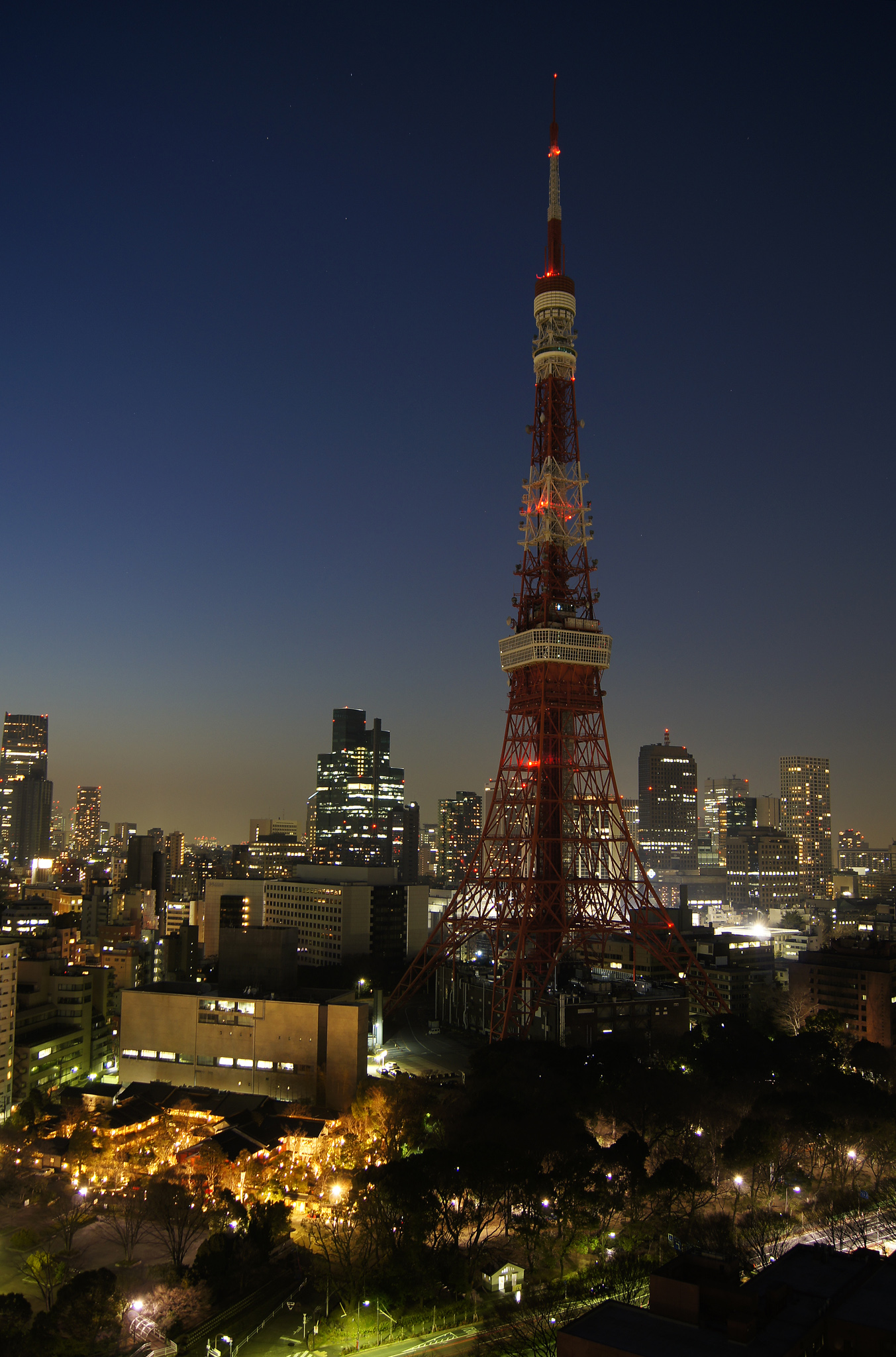
東京タワーの照明を消すことによる節電。

    - 信号機のLED化（交通信号機、鉄道信号機など)
    - 航空灯火（飛行場灯火、航空障害灯など）、航路灯火（灯台[11]、航路標識灯など）のLED化
    - トンネル照明のLED化
      - LED照明の直流給電化 - 太陽光発電等から変換せずに給電

    - 街灯やガーデンライトのLED化
    - 集魚灯のLED化
    - 高輝度水銀灯のメタルハライドランプ化やLED化[注 4]
    - 自動車や鉄道車両の灯火のLED化
    - オフィスの内装や家具の色使いを工夫する (オフィス家具、カーペット、壁面 等。できるだけ白を基調とすると室内を光が何度も反射することで行き交い、わずかな照明で明るくなる。黒っぽい家具は光を吸収してしまう。)
      - 拡散反射率の高い内装材(白色で面粗度や光沢度が低いもの)や内装塗料(日本ペイントのアカルクスなど)の使用

    - 塗料への蛍光増白剤の添加 (蛍光ホワイト塗料。紫外線を可視光に変換。紙など)
      - 蓄光塗料(燐光)の活用

    - 膜屋根・トップライト(天窓)・サンルーフの導入により、自然光（太陽光）利用による照明点灯の削減[注 5]
    - 太陽光追尾採光装置の採用
    - 照明解析(CAE)の使用
- 送受電関連
  - 電線の太径化
  - 高効率変圧器への更新
  - 力率改善コンデンサーの導入
  - 発電所からの距離を短くする
  - 三相交流の使用
  - 20kV/400V配電方式の採用
- 通信関連
  - 電話交換機の更新
  - 通信設備の更新
    - 有線通信設備、無線基地局、無線ルーターなど
    - エッジルーターの更新や統廃合、省エネ機器への更新
    - 光通信設備のFTTx等からPON（受動光ネットワーク）によるFTTH等への更新 - 基地局や集合装置が不要となる。

  - 不要な通信設備の統廃合 - 固定電話など
- 産業機器や電化製品の省エネ機器への更新
  - 業務用冷蔵庫の更新 (JIS B 8630に基づく年間消費電力量の記載されているものが望ましい)
  - ショーケースの更新 (同上)
  - プレス機械の更新 (油圧/空圧プレスから電力回生機能付きサーボプレスへの置き換えなど)
  - 接合機の更新・接合法の再考 (摩擦攪拌接合(FSW)、摩擦圧接、超音波接合等の導入など)
  - 電気炉・電気加熱装置・発酵装置などの高断熱化
  - 低周波誘導電気炉から高周波誘導電気炉や純酸素バーナ式回転炉への置き換え
  - クリーンルームのミニエンバイロメント化
    - 製造装置の小型化や配置の最適化による省スペース化

  - エスカレーターの更新
    - 下りにおける電力回生機能
    - 人感センサーの導入

  - エレベーターの更新 - 電力回生機能
  - 省エネ自動販売機への更新
    - 真空断熱材
    - ヒートポンプによる加熱
    - LED照明
    - ソーラーパネル搭載

  - 監視カメラシステムの更新
  - ATMやPOSレジ、デジタルサイネージの省エネ機種への更新
    - LED照明・人感センサー
    - 電子ペーパーの活用 (仙台市地下鉄のまちコミなど)

  - 表示装置としてプラズマディスプレイ方式の使用を止める（電熱器具に準ずる消費電力）
- 発電装置の設置・更新
  - ソーラーパネル（太陽電池）、風力発電装置などの設置
  - 電力回生機能付き下りエスカレータの新規導入による発電
  - コジェネレーション
  - 廃熱による廃熱発電や廃冷熱による冷熱発電の設置
  - 効率化を目的とした発電・送電・変電設備等の更新前倒し
    - サンキー・ダイアグラムによるエネルギー収支の可視化
    - 蒸気タービンの高効率化
      - 復水器の低損失化
      - ボイラーの高効率化
      - タービンの高効率化
      - タービン発電機の高効率化
- 熱を発する産業機械からのコジェネレーション
  - ボイラー、エンジンなど
- 蓄エネルギーによる余剰エネルギー保存
  - 蓄電の導入
    - 化学的バッテリー(リチウムイオン二次電池など)の導入
    - 物理的バッテリー(揚水発電やフライホイール・バッテリーなど)の導入

  - 蓄圧の導入 (油圧、空気圧など)
    - アキュムレータの導入

  - ゼンマイの利用 (オートリールなど)
- エネルギー効率の改善
  - 流通の最適化
    - コールドチェーンを切らさないようにし、再冷却を防ぐ

  - データセンターの省電力化
    - 高効率な冷却法の採用
      - 外気を利用した冷却
        - 大都市から涼しい気候の土地(オレゴン州や北海道など)への移転 (Facebook、Apple、さくらインターネットなど[12])

      - 海水冷却 (Googleの海水冷却データセンター[13]など)
      - 地下水冷却 (Sunの地底空間データセンター[14]など)
      - ミスト冷却 (気化熱の吸収。Facebookのデータセンター[15]など)
      - 局所空調による冷却 (ソフトバンクのデータセンター[16])

    - 高温でも動作するハードウェアの採用によるデータセンターの高温運用 (イーベイなど)[17]
    - 不要なサーバーやサービスの停止
    - 古いサーバーやUPSの、新しい省エネルギータイプへの更新
    - レンタルサーバー等における古いOSやミドルウェアの更新
    - リソース使用率の低いサーバーをまとめる (リソース分離が必要な場合は仮想化を使う)
      - ハイパーバイザー型仮想化(KVMやXenなど)からコンテナ型仮想化(OpenVZやLXCなど)への移行による使用リソース削減

    - 古い低効率なデータセンターの廃止
    - 高効率電源の採用
    - 使用電力に見合ったワット数の電源の使用 (50%使用時の効率が最も高い)
    - AC100V給電からAC200V給電やDC48V給電への切り替え (交流給電においては電圧の高い方がPFCの昇圧比が小さくなり効率が良い)
- 使役動物の活用
- ピークシフト - 短期的・局所的な需給ひっ迫への対策[18]
  - 需給ひっ迫時間帯を避けた電力利用、操業
  - 需要抑制（DR）
  - 需給ひっ迫時間帯の各種自粛（下記）
  - 需給ひっ迫時間帯に産業用自家発電設備の焚き増し[18]
- 自粛およびピークシフト - 不要不急の電気利用の低減
  - 電気店などで、テレビや扇風機その他のデモ稼働の一時停止
  - ライトアップの自粛
  - 無駄な自販機の撤去（低需要機・競合機削減、複数設置廃止など）
  - 店舗の営業時間の短縮（時短営業）
  - シエスタ制度
- 電力を用いる交通システムの省エネ化
  - ブレーキ・加速の削減
    - 線形改良 (急曲線や急勾配の緩和)
    - 超過密路線の複々線化（加減速機会の低減）
    - 車体傾斜装置の搭載 (曲線における加減速の削減)
    - 操舵台車の採用 (曲線における加減速の削減)
    - 省エネを考慮した自動列車制御装置(ATC)の高性能化や自動列車運転装置(ATO)への更新
    - 惰行運転の増加、ダイヤの見直し

  - 空転やレール振動、車両振動の抑制
    - 転がり抵抗が低く摩擦係数や粘着係数が大きいレールや車輪、タイヤの使用 (粘着の改善。車用のタイヤでは既に低転がり抵抗・高グリップなものが登場している)
    - ロングレール化による走行抵抗軽減
    - 路盤強化
    - レールの重量化
    - レール削正車の導入

  - 流体抵抗の軽減 (特に高速運転や逆風、トンネル内で空気抵抗が大きい)
    - ボディの形状変更 (乱流制御など)
      - 熱流体解析(CFD)や風洞実験・水槽実験を行う
      - 流線型・尻すぼみ・フラットボトム・フェアリングの採用
      - 窓ガラスやドアのフラット化
      - 車両間の全周幌の採用 (新幹線N700系電車など)
      - 台車スカートやパンタグラフカバーの採用
      - ボルテックス・ジェネレーターの搭載
      - 遺伝的アルゴリズムや生体模倣学の応用
      - 車体の小型化
      - 摩擦抵抗を低減する塗料や表面処理を行う
      - 体積あたりの導電率が高い銀線や銀メッキ線(交流)、多導体(交流)の使用

    - トンネル幅を広げる

  - 新型車への更新
    - ボディの軽量化
      - アルミボディの使用 (アルミニウム合金製の鉄道車両など)
      - 炭素繊維や炭素繊維強化プラスチック(CFRP)の使用 (新幹線N700系電車の一部分など)
      - 質量あたりの導電率が高いアルミ電線、多導体(交流)、中空導体(交流)の使用

    - 高断熱化
      - 軽量かつ高断熱な真空断熱材や真空ガラス・真空複層ガラスの使用 (東京メトロ10000系電車の屋根など)
      - 乗り降りが少ない路線での半自動ドアの採用
      - エアカーテンの使用 (JR北海道721系電車など)
      - 建物エネルギーシミュレーションを行う

    - モーターの高効率化
      - VVVFインバータ制御の採用
        - スイッチング損失や導通損失の小さいIGBTの採用
        - SiCインバータの採用
        - 流体軸受の採用

      - PMSMやIPMSMの採用

    - ブレーキの高効率化
      - 回生ブレーキの採用
      - 動力分散方式の採用
      - 純電気ブレーキの採用

#### 家庭でできる節電

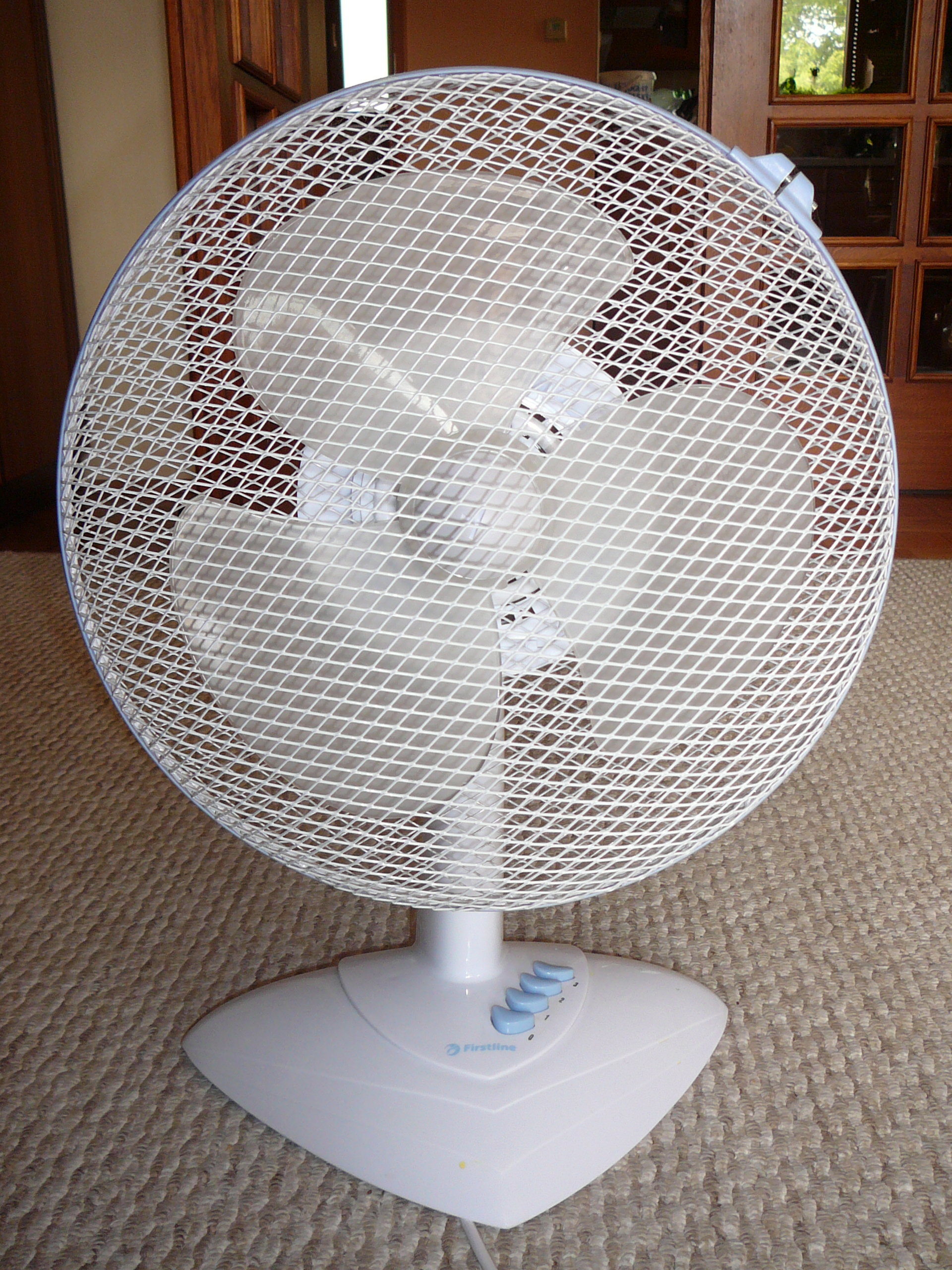
エアコンの代わりに扇風機を使う

- エアコンを使わず扇風機を使う（削減率50%）[19]。
- エアコンを使わず換気扇を使う（換気口に取り付けるタイプなどもある）。室内の上部の熱い空気を排出すると、室温が次第に下がる。
- 自然風の利用 - 風の通り道がしっかりできるように窓を開ける。例えばマンションなどでは、玄関側の窓やドアと、その反対側のベランダ側の窓をともに開け、家の中を風がスムーズに吹き抜けるようになると、体感温度が下がり、よほど高温の日でない限りは、エアコンなしで十分に過ごせる。また、扇風機を補助としてもよい。

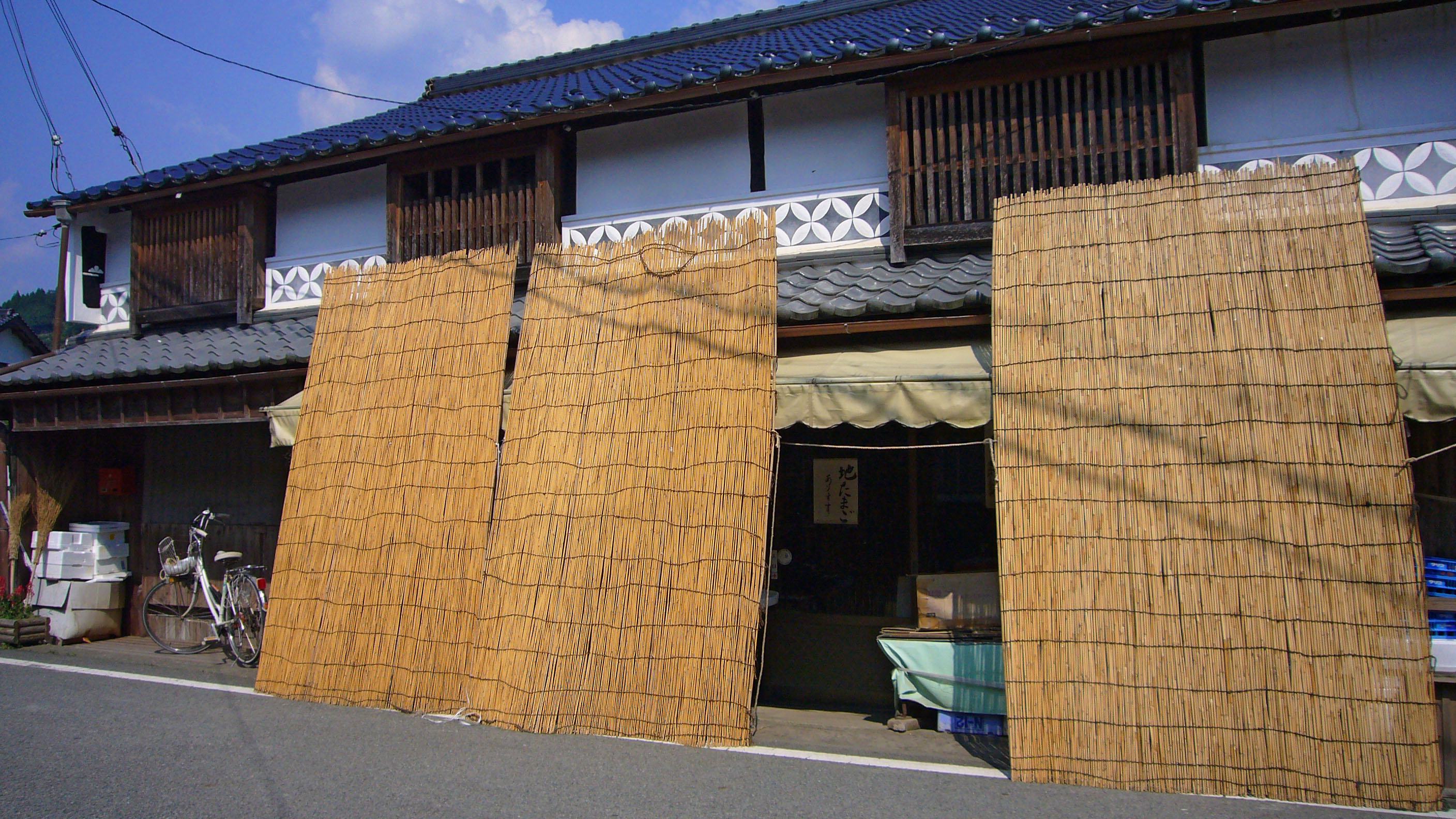
日よけの活用。（写真は たちすだれ）。

- 日よけを用いて、日射によって建物や室内の温度が上がるのを防ぐ。（エアコンを使用している場合の削減率10%）[19]。
  - 「すだれ」、「よしず」、サンシェード[20]など）
  - 南面は「ひさし」、西面はすだれや高生垣(落葉樹)を利用[21]。

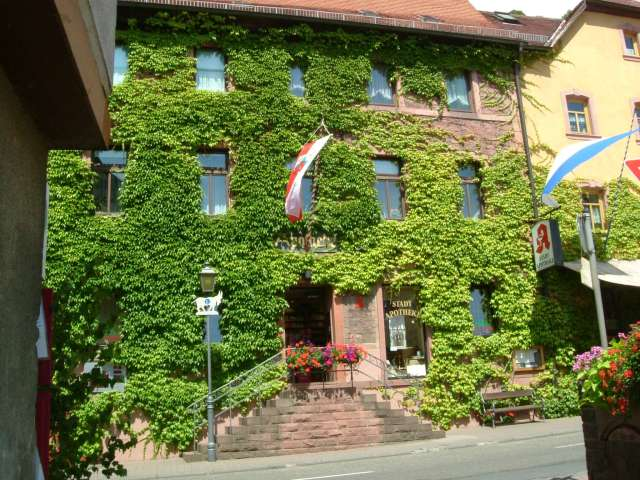
緑のカーテン

- 緑のカーテンを作る。朝顔やヘチマ、ゴーヤなどツルのある植物を利用すると、日差しを遮るだけでなく、葉の気孔から水が蒸発する時に気化熱を奪うため涼しくなる[22]。

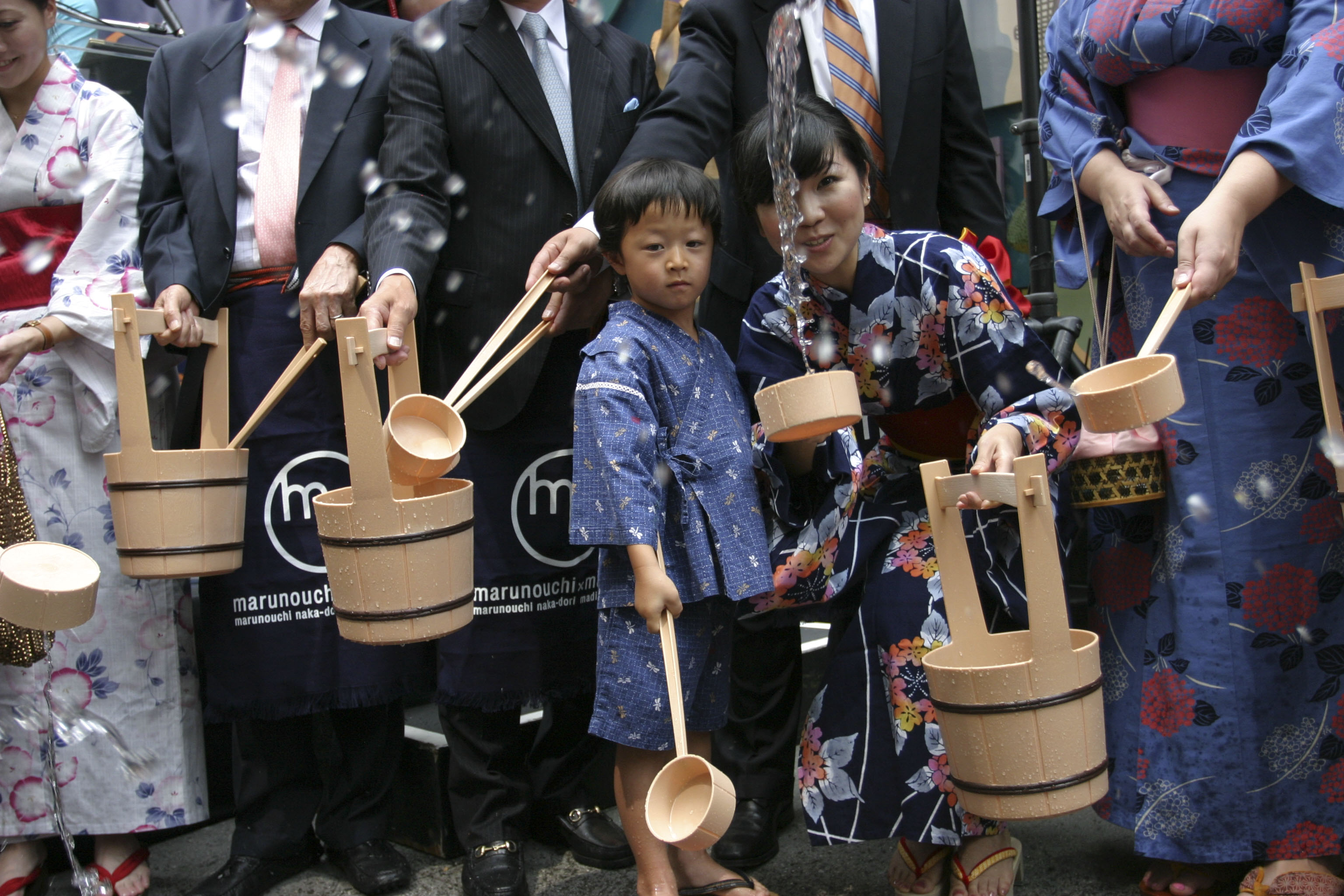
打ち水

スプリンクラー

- 打ち水や散水。建物周囲の地面や外壁などに水を撒き、気化熱によって熱を奪うと、それによって地面や外壁の温度が下がり、周囲から流れ込む空気の温度が下がる。昔から日本で行われている知恵。スプリンクラーを使う方法もある。
- 人体を冷やす。水シャワー、水風呂や濡れタオルの利用。
- 冷暖房共通 - 地中熱ヒートポンプによる空調システム

##### 冷房
- 日差しを遮り、冷房の使用を減らす (部屋の外側で太陽の熱を遮る方が内側で遮るより高い効果が得られる[22])
  - 窓ガラスに熱をカットするフィルムを貼る[22]。
  - カーテンや雨戸を閉める(カーテンの色が黒など濃い色の場合だと太陽の熱を吸収してしまうので注意)[22]。
  - 熱は上に移動していくためカーテンボックスを取り付けたり[23]、カーテンレールの上に布を置いて遮る。
- エアコンの冷房の使い方を工夫する
  - 環境省が推奨する室温（≠設定温度）は28℃[24][注 6]
  - 設定温度を1℃上げると10%の節電効果がある[26]。
  - 設定温度を下げる前に風速を強にしたり扇風機を併用して体感温度を下げる。
  - 除湿は消費電力の増加になる[19]。
  - 風速を弱めるとかえって消費電力が増加する[26]。
  - 頻繁な電源のオン・オフは電力の増加になる[19]。
  - フィルターを2週間に1回程度掃除する[27]。
  - 室外機の吹き出し口の前に物を置かないようにしたり、直射日光が当たらないようにする[28]。
  - 室外機を壁から少し離すだけで風通しが良くなり、熱が溜まりにくく消費電力を押さえられる[注 7]。
  - 空調室外機周辺への散水や、空調室外機周辺を日陰にする工夫。なお、空調室外機自体に水を掛ける事は故障のおそれがある。
  - 空気を攪拌するエアサーキュレーターと併用する。
- 外出して公共施設などで時間を過ごす[30]。
- 蓄熱式空調システムによってピークシフトを行う。

※夏(昼 外気温33.4℃)の冷房時に室内(27℃)へ熱が入ってくる割合は、開口部73%、屋根11%、外壁7%、換気6%、床3%。

##### 暖房
- 断熱効果を上げて暖房の使用を減らす
  - 日が落ちたらカーテンや雨戸を閉める[32]。
  - 窓からの冷気を断熱ボードで遮る[33]。
  - スライドさせて高さを調節できるタイプのカーテンフックの場合、長さが合えばカーテンを床に付ける事ができ、それにより窓からの冷気を防ぐ（カーテンの汚れを考慮して冬場だけ床に付けておくのもよい）[34]。
  - すき間テープですき間風を防ぐ[33]。
  - 保温性の高い服を着たり、重ね着をする。
- コジェネレーション（エコウィル、エネファーム）温水暖房
- 電力を消費しない石油ストーブやガスストーブ、ペレットストーブを使用する（石油ファンヒーターやガスファンヒーターなどの暖房機は電力を消費する。また、COPの高い省エネエアコンが一番省エネとなる場合がある。電力だけで言えば石油ファンヒーターなどのほうがエアコンなどと比べかなり電力を削減できる。）
- 石油ファンヒーターや加湿器は省エネタイプを選ぶ。
- 床暖房は部屋を去る20分前に運転を止め、残りの20分は余熱を利用する[35]。ガス式や石油式の床暖房もわずかに電力を消費しているため、運転時間を短縮すると節電効果がある。
- エアコンの暖房の使い方を工夫する
  - エアコンの設定温度を1度下げれば10%の節電となる。
  - エアコンのフィルターを2週間に1回程度掃除する[27]。
  - 降雪が多い地域では、室外機の吸込口が雪で目詰まりを起こすと運転効率が低下するだけでなく、内部のフィンに雪が吸い込まれて付着した場合、空気が通らなくなりより多くの電気を使うので防雪フードや防雪ネットを使う[36]。
  - 風向を下向きにすると足元が温まりやすくなり体感温度が上がる。
- 白金触媒式カイロ・湯たんぽの使用。
- コールドドラフトが起きやすい種類の窓の場合、寒さを感じやすいためベッドや布団を近くに置かない。
- 電気カーペットの下に断熱シートを敷く[37]。

※冬(外気温-2.6℃)の暖房時に室内(18℃)から熱が出て行く割合は、開口部58%、換気15%、外壁15%、床7%、屋根5%。

##### その他の家電
- 冷蔵庫
  - 設定を「強→中」にし、扉を開ける時間をできるだけ減らし、食品を詰め込まない（削減率2%）[19]。冬は「弱」にする[38]。
  - 冷凍室は詰め込んだ方が節電になる[39]。
  - 熱いものは冷ましてから入れる[40]。
  - 熱気・直射日光の当たらない所に設置する[40]。
  - 冷蔵庫の側面、上部にすき間を空ける[注 8]。
  - 冷蔵庫の側面のうち、触れてみて暖かく感じられる面に紙などを貼り付けると放熱の妨げになる。放熱していない前面に貼った方が節電につながる[41]。
  - 背面の掃除[42]。
  - 冬場は保冷剤や水を入れたペットボトル等の容器を外で凍らせて冷蔵庫に入れておく。（停電対策にも有効）
- テレビ
  - 自粛およびピークシフト - 短期的・局所的な需給ひっ迫への対策として、不要不急の電気利用の低減[18]
    - テレビ視聴をやめる
    - 録画によるピークシフト（逼迫しない日時に視聴）

  - 方式による省エネ製品に更新（⇒より節電となる方式）
    - プラズマディスプレイ方式（電熱器具に匹敵する大消費電力）の使用を止める
    - 液晶バックライト：CCFL冷陰極管 ⇒ LED方式
    - 有機EL方式　⇒　液晶（LED方式）
    - 4K、8K製品　⇒　2K製品

  - テレビは画面サイズで消費電力が全然異なるので必要以上に大型画面のものを購入しない。32型や24型以下でも良いなら 極力それで済ませる。[注釈 1]
    - （大消費量の例）43型:160W、50型：200W、55型：220W、75型：360W

  - 省エネモードにし画面の輝度を下げる。※「標準→省エネ」で使用時間を2/3に減少時（削減率2%）[19]
  - 無信号電源オフ機能や、無操作電源オフ機能を設定し、付けっ放しによる電力消費を低減する。
  - 必要時以外は消す。ダラダラ視聴をしない。
    - ラジオに切り替える。スマートフォン等でサイマル配信ラジオも聴ける（radiko.jpなど）

  - 画面の掃除 - 輝度をより下げられる[42]
  - CATVなどでSTB(セットトップボックス)を使っている場合、テレビや録画機の電源を切る時にはSTBの電源も切る。電源連動機能を利用する。
  - スマートフォン、タブレットなど携帯機器で視聴する。
- ビデオレコーダー
  - 高速起動(クイックスタート)の設定をしない[42]。
  - 時刻表示を消灯する[42]。
  - 無操作電源オフ機能を設定する。
- 照明
  - 日中は消し、夜間もできるだけ減らす（削減率5%）[19]。
  - カバーの掃除[42]。
  - 照明機器に付いている点灯管（グロー）・電子点灯管を交換する（古いものは節電効果が僅かにあり、蛍光灯の寿命が伸びる）
  - 蛍光灯または照明器具を新しい製品（LED照明）へと交換する。
  - 可能であれば電池式の感応式LED照明器具を利用する。
- 待機電力
  - リモコンにある電源ボタンを押して電源を切るのではなく、本体の主電源ボタンを押して待機電力を切る。（録画予約などがある場合を除く）
  - コンセントからプラグを抜く（削減率2%）[19] - 録画機能を利用または録画予約などがある場合を除く
  - コンセントごとに電源スイッチが付いているテーブルタップの使用
  - 通信機器の省エネ機能の利用[43][注 9]
    - 利用しない時間帯の無線ルーターなどの低電力または出力オフ設定

  - 利用していない（使用機器に接続されていない）ACアダプタをコンセントから抜く
- 温水洗浄便座
  - 便座保温・温水をオフにするか、タイマー節電を使う（削減率1%未満。電気料金は年間約2,350円減[37]）[19]。
  - プラグをコンセントから抜いておく（削減率1%未満）[19]。
  - 便座の熱が逃げないようにフタを閉める[44]。
- パーソナルコンピュータ

  - ウェブページの閲覧や動画視聴など、もしタブレットやスマートフォンなどでもできる活動なら、そちらの消費電力が小さいので（たとえばタブレットは6W前後、スマホは4W前後などで済むので）[45]、そちらで済ませる。
  - エナジースターマークなどを参考にし、最初から省電力のパーソナルコンピュータを選んで購入する。→グリーンIT
  - スリープを活用し、スリープと電源オフを上手に使い分ける。こまめに離席するならスリープを使う。平均的なノートPCで動作時の消費電力は30W前後だが、スリープだと消費電力は1Wでほとんど消費しない。トータルな電力消費を少なくするにはだいたい90分を目安にして、それ以内に作業を再開するつもりならスリープ、それ以上使わないならシャットダウンするとよいと言われている。ただし機種にもよるので気になるならワットチェッカーで確認して総合的に判断するとよい。[46][47]
  - ディスプレイ（モニター）の輝度を下げる。ディスプレイの省エネ設定を利用する。
  - パソコン側では、アイドル時に自動的にスリープしたり、自動的にモニターの電源をオフにする設定を利用する。スクリーンセーバーは使わない[48]。
  - パソコンの省電力機能を利用したり、CPUの動作速度や電圧を抑えて使用する（アンダークロック）。ただし負荷の大きい作業(エンコードなど)をする場合は節電モードをオフにして短時間で終わらせたほうが合計の消費電力量が少ないこともある。
  - 夏は部屋の風下に置いて熱が室内にこもらないようにする。
  - 夏は特に処理負荷の高い操作を控える。過熱による機器トラブルも防止できる。
  - 高スペックPCは電力を大量消費するので、そういうマシンは最初から買わない、使わない。→グリーンIT
  - もしどうしても暗号資産のマイニングや動画のエンコーディングなど非常に大量に電力消費する作業をしなければならないなら、季節を考慮してピークシフトする。たとえばマイニングのように月に数万円や10万円超の大量の電力を消費してしまう作業は、冬季の特に気温が低い時期に限って行うことにすればパソコンの発熱をついでに暖房の補助として活用し電気代をある程度回収できる。ただし、地球環境への悪影響はやはりある。
- 炊飯器
  - 早朝に1日分まとめて炊き、熱を冷ましてから冷凍庫に保存する（削減率2%）[19]。
  - 電気炊飯器の代わりにガス炊飯器、あるいはコンロ炊飯用鍋を利用する(1000w程度削減)
- 電気ポット
  - お湯をガスコンロで沸かし、ポットの電源を切る[27]。
  - 電気ポットを使わずに、魔法瓶・水筒・マグボトルなどを使用する。
- 電子レンジ
  - ターンテーブルのある電子レンジでは、中央から少し外れた位置の方が加熱効率のよい機種が多くあり、食品を中央から少しずらして置いたり、一箇所にかためて置かず隙間をあけて等間隔に並べて置く[49]。
  - 庫内の汚れを掃除しマイクロ波の直射・反射を妨げないようにする。
  - ラップを使い熱が逃げるのを防ぐ。温め過ぎによる噴き出しに注意。
- IHクッキングヒーター
  - 食材を小さめに切って加熱時間を短縮する[50]。
- 掃除機
  - 紙パックをこまめに交換する[27]。
  - フィルターをこまめに清掃する[42]。
  - 部屋を片付けてからかける[42]。
  - 床面の種類によって運転モードを調節する[42]。
  - 掃除機を使わず、粘着テープ式のクリーナー、ホウキ、雑巾などを使う。
- 洗濯機・衣類乾燥機
  - 容量の80%を目安に、まとめ洗いする[27]。
  - 洗い終わった洗濯物は扇風機で乾かす。扇風機だけでは足りない場合はエアコンの衣類乾燥（ランドリー）モードを使う。[51]
  - 石油ストーブを乾燥機代わりに使用することは火災の危険があるため厳禁[52]。
  - 晴れている場合は外に干す。特に夏場はすぐ乾く。
- スマートフォン・タブレット - 消費電力はさほどない（毎日フル充電で1台当たり年間100 - 200円程度）
  - 消費電力が小さいため、テレビやパソコンの代替として利用できる。
  - 台数が多い場合は、電力料金が安い時間帯を狙って充電する。
    - 電力料金が安い時間帯に余剰・有休しているモバイルバッテリーに蓄えた電力で充電する。[注 10]

  - 端末の電池が長持ちするような使い方をする。ひいては電池寿命を伸ばし、端末の使用寿命も伸ばすことができる。
    - スリープ機能の設定
    - 利用しないアプリや機能をアンインストールし、またはオフにする。
- 空気清浄機
  - フィルターを掃除する（年間約470円減）[37]。
- 加湿器
  - 省エネ方式や製品を選ぶ。
- その他
  - 熱発生面でのピーク対策 - ただし時間帯別電気代の場合はこの限りでない
    - 夏の平日9時 - 20時は、1,000W以上の家電製品[注 11]の使用や、パソコンでのマイニングやエンコードを控える[5] - 電気で熱を発生させるものは消費電力が大きい傾向にあり、熱の発生はエアコンへの負荷に繋がる）
    - 冬場は冷え込む夜間に前記のものを稼働させる。暖房への負担軽減となる。

  - シワになりにくい服を着たり、洗濯物を干す際にシワを伸ばして、アイロンの使用を減らす。

##### 買い替え
- 白熱電球→高力率の電球形蛍光灯ランプやLED電球[27]
- 電気オイルヒーター→エアコンやガスストーブ，局所暖房
- 古い家電→省エネ家電（ただし小型家電→大型家電にした場合、電力消費が増える場合がある）[27]
  - エアコン: COPやAPFという省電力基準が存在する。また、ガスを使ったガスヒートポンプエアコンも存在する。
  - ポット・炊飯器: 真空断熱を使った魔法瓶構造のものは、少ない電力で保温できる。
- 住宅: 次世代省エネルギー基準に対応した省エネルギー住宅にすることで、冷暖房の消費電力を下げることができる。また、国土交通大臣認定居室にすることで、シックハウス症候群対策に義務付けられている機械換気を減らしたり、無くすことができる。
  - 窓を二重窓や複層ガラスにしたり、断熱性の高い樹脂サッシを取り付ける（アルミサッシは断熱性能が低い）。
  - 採光を適切に設計することで、昼間は照明を全く使わずに明るい部屋が実現できる。また、間取りや壁紙の材質を工夫することで夜間の照明も少なくてすむ。
  - 遮熱カーテン[53]、厚手や床まで届く長いカーテンにする[54]（取り外したカーテンを捨てずに新しいカーテンに取り付けて2重にすればさらに効果が期待できる ※重い場合は注意）。ただしカーテンには隙間があるため、障子や内窓に比べ断熱性能では必然的に劣る面がある。
  - カーテンを障子に取り換える[55]（障子は厚手のカーテンよりも断熱性能がよく、しかも透光性や調湿性に優れており、洋室においても障子を使用することで快適性を向上できる）
- パソコンや情報家電の本体や部品を新しいものに買い換える
  - 全般: 情報家電においてはバッテリーや熱、それに伴う静音性などの問題から、省電力性能が重視されており、年々改善されている。省電力における基準は、アメリカのENERGY STARやEPEAT認証、スウェーデンのTCO認証など様々存在する。
  - OS: 古いOSはCPUや周辺機器の省電力機構を活かしきれないため、新しいOSの方が省電力性能が高い - ただし概ね2010年以降のモデルであれば大差はない。
  - 半導体（CPUやGPUなど）: 半導体は一般に微細化が進むごとに省電力になるため、新しいプロセスの方が通常は省電力性能が高い。 - 年ごとに対電力比では高性能化しつづけている。
  - ディスプレイ（モニター）: 液晶のバックライトはCFCL（冷陰極管）から、消費電力の低いLED方式に移行している。一方、有機EL方式はテレビと同様に液晶よりも消費電力は高い。
  - パソコン用電源: 実消費電力対性能（供給電力）面では、80 PLUSという変換効率規格があり、上位規格ほど効率はよい。200Vに対応している製品も存在し、NEMA 6-15PからC13へのACケーブルを使うことでエアコン目的などで使われている日本の200Vコンセントに繋ぐことができ、100Vの時よりも電力損失を抑えることができる。
- オーディオ
  - アナログアンプ→デジタルアンプ (D級アンプ)
  - スピーカー→ヘッドホンやイヤホン。出力音圧レベルが高いほど省電力となっている。（ただし、家庭用の一般のアンプ+スピーカーであればせいぜい40 - 80Wしか消費しない。）
- 乾燥機を電熱式からヒートポンプ式に買い替えたり、電気式からガス式に買い替える。
- 調理器具
  - 電気鍋・ホットプレート・電気オーブン・電気炊飯器など： 同等の機能を持つガス式のものが存在する。
  - 保温装置の活用：電気ポットや電気鍋の代わりに魔法瓶や保温鍋を活用して、熱湯の保温や保温調理を行う。

##### 娯楽
- ボウリング、カラオケ、ゲームセンター、パチンコなどの電力を多く使用する娯楽はなるべく控える[56]。
- 不要なテレビ番組は見ない、録画しない[56]。
- 旧モデルのゲーム機は現行モデルに買い換える (PS5やXbox Series Xなど)。
- PCゲームはGPUを新しい物に買い換えたり、低画質設定にして行う。
- テレビやネット動画はテレビではなくスマートフォンやタブレットで見る。

##### その他
- 夏の平日9時 - 20時を避けて家電を上手に使うために、一日の家事スケジュールを立てる[27]。
- 電力消費は在宅時より外出時の方が大きく下回るため、外出や旅行をする[27]。
- 節水によって、送水ポンプや上下水道施設の電力消費を減すことができる[27]。
  - 節水型トイレの導入。
  - 手洗い水、風呂の残り湯や雨水をバケツに貯めて、トイレを流す時に使う。
  - 長時間のシャワーは控える。給湯時は、電力も消費する。
  - 高断熱浴槽の導入による追い炊きにおける循環の削減や、足側の水を少なくするなどした節水型浴槽の導入
  - 食器洗い機の導入 - 手で洗う場合よりも節水になる場合がある
  - 煮物や茹でる料理を自宅で行う代わりに調理済み食材を買う
  - 節水型洗米機や、無洗米の使用
  - 節水型洗濯機の導入 - 洗濯に風呂の残り湯を使用するのは、槽に汚れが付着するため非推奨。
  - 水をこまめに止める
- 電力会社からの買電を大幅に減らすために、自宅に太陽光発電装置を設ける。
- お湯が冷めて追焚きをしなくて済むように、風呂は入浴間隔をあけないように続けて入る。

##### 期待節電量
野村総合研究所によると、1軒あたりの期待節電量（W）は以下の通りである。
- 1.液晶テレビを消す（220W）
- 2.白熱電球を3つ消す（162W）
- 3.エアコンを1台止める（130W）
- 4.白熱電球3つを蛍光灯に交換する（126W）
- 5.（冷房時）エアコン2台の設定温度を2℃上げる（52W)
- 6.使用していないテレビ・DVDレコーダー・パソコンのコンセントを抜く（6W。テレビの場合、年間の電気料金削減効果は約100円[37]）

## 節電の影響

### 節電熱中症の問題
室温管理などの点で節電の方法が適切でないことによって生じる熱中症（節電熱中症）が社会問題化している。なお病気で塩分や水分を摂取制限されている人や高齢者などは特に注意が必要で、室温28℃、湿度70%を超えたらエアコンを使うことが薦められている。
また、野村総合研究所によると、エアコン(1台130W)を消したり、設定温度を2℃上げたり(2台で52W削減)するより、テレビ(220W分)を消した方が節電に効果的であるという実験結果が出ている。エアコンの方が消費電力が高いと思われがちだが、それは起動時のみの話で、総合的な観点から見るとテレビの方が消費電力が高い。健康上のことを考えても、節電をするならエアコンよりテレビを消すことが推奨されている。
一方、資源エネルギー庁によると、電力需要が最も多い夏(7-9月)の平日14時頃に、家庭で消費される電力の割合は、エアコンが53%,テレビ5%とされており、エアコンを使わず扇風機を使った時の削減率は50%、エアコンの設定温度を2℃上げて28℃にした時の削減率は10%、エアコンを使用している時に「すだれ」や「よしず」を使った場合の削減率も10%、テレビの画面の輝度を標準から省エネモードにして、使用時間を2/3に減少した時の削減率は2%と考えられている。

### 治安問題
節電志向の高まりで、深夜にエアコンをつけず、窓を開けたまま就寝する事が多くなっているが、この影響から、主にマンションの2階以上の部屋で、女性がわいせつ被害に遭うケースが多発している。深夜は昼間よりも電力需要が少なくなることから、警察当局は、エアコンをつけてでも施錠するよう呼びかけている。

### 換気設備不使用による事故の問題
ガス機器使用時に節電の目的などを理由に換気扇など換気設備を用いないことは一酸化炭素中毒のおそれがあるためガス会社などではガス機器の使用時には十分な換気を行うよう注意を呼び掛けている。

### 季節による影響
電化製品の節電をした場合、節電量にもよるが、夏は冷房の負荷も低下する好影響があるが、冬は暖房の負荷が上昇する悪影響がある。なので冬は電化製品の節電以外に断熱を意識した方法が重要と思われる。

## 具体的事例

### 原子力発電所点検データ改竄事件
2003年7月・8月
電力系統のトラブルによるものとして2002年に発覚した原子力発電所点検データ改竄事件の影響で原子力発電所の停止点検を余儀なくされた東京電力が大々的に節電の呼びかけを行なった。

### 東日本大震災に関連する節電

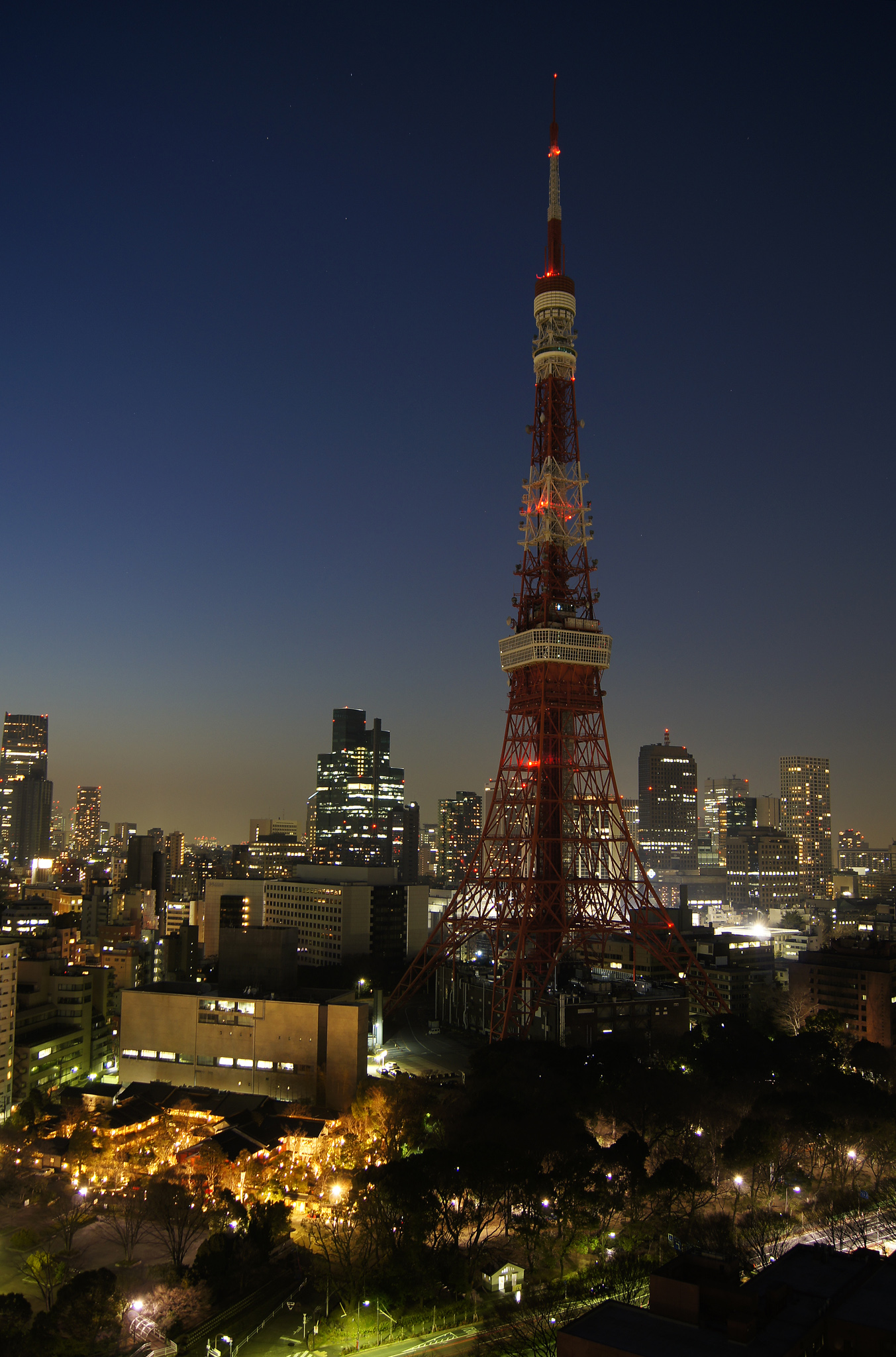
節電のためにライトアップされていない東京タワー。2011年3月13日撮影。

東北地方太平洋沖地震（東日本大震災）で東京電力・東北電力傘下の発電所が各地で損傷を受けたため、両社管内の電力需要が逼迫した。また同地震によって引き起こされた福島第一原子力発電所事故の影響により各地の原子力発電所が点検長期化・運転停止となっているため、被災地以外でも電力不足の懸念が生じ、節電が呼びかけられている。
2011年3月・4月
東京電力は大々的に節電呼びかけを行なうとともに「輪番停電」を実施した。
なお東京都知事・石原慎太郎は、東日本大震災を受けて経済産業省が産業界に25%の電力削減を求めていることに触れ、パチンコや自動販売機はやめるべきと主張し、政令によって節電させるよう日本政府に要望している。また、飲料自動販売機とパチンコの合計消費電力は福島第一原子力発電所1号機の2基分に相当するとの指摘もなされている。
2011年6月 - 9月
経済産業省では東京電力・東北電力管内全域で、原則2011年7月 - 9月の平日9時 - 20時における使用最大電力を15%削減するよう協力を呼びかけている。さらに大口需要家に対しては、電気事業法第27条に基づく使用制限（電気使用制限等規則）を実施することになった。期間は東京電力管内が2011年7月1日 - 9月22日の平日9時 - 20時、東北電力管内が2011年7月1日 - 9月9日の平日9時 - 20時となっている。なお経済産業省では、具体的な節電方法と削減率をウェブサイトに掲載している。
また関西電力では、2011年7月1日 - 9月22日（8月12日 - 8月16日は除く）の平日9時 - 20時の間15%程度の節電を呼びかけている。なお関西広域連合では2011年6月22日 - 9月23日まで5% - 10%の節電を呼びかけており、電力需要が逼迫した時には10%以上の節電を呼びかける方針や、停電の恐れがある時にはエアコンを切るように呼びかける方針を打ち出している。
また中部電力・北陸電力・四国電力・九州電力でも、2011年夏のピーク時の電力に余裕が少ない状態になる可能性が予測されており、各社のウェブサイトで節電の呼びかけを行っている。
なお電力会社各社で、電力の需給予測や需給状態を掲載する「でんき予報」が、それぞれのウェブサイトで発表されている場合もある。また経済産業省は2011年7月19日から、政府が「電力需給ひっ迫警報」を発出した際に携帯電話・スマートフォンへ、メールなどで知らせるサービスを開始した。

### 福島県沖地震に関連する節電
2022年3月16日に発生した福島県沖地震により、一部の火力発電所が停止したことなどの影響によって電力供給が厳しくなったことに加え、南岸低気圧の通過によって関東地方の広い範囲で低温、降雪が予想され需要増加が見込まれたことから、3月21日に経済産業省は翌22日の東京電力管内を対象に電力需給ひっ迫警報を初めて発令した。東京電力は22日の節電が計画通り進んでいないため、夕方以降に一部の地域で停電となるおそれがあると発表。東京都知事・小池百合子は都民に対して節電への協力を呼びかけた。国土交通省は経済産業省から節電への協力要請を受け、鉄道各社に節電を依頼した。
また、東北電力管内にも上記と同様の理由で22日昼頃に電力需給ひっ迫警報が発令された。午前9時台の電力使用率が100%を超え、電力不足の懸念があるためという。
東北電力管内では安定供給できる見通しがたったとして22日夜に警報を解除した。東京電力管内は23日午前中の低温予想などを理由に警報が継続されていたが、23日11:00をもってすべて解除された。

### 大韓民国の節電
2013年8月、大韓民国は節電規制に従わない企業の実名を公表、官公庁に「冷房禁止令」などをした。

## ギャラリー

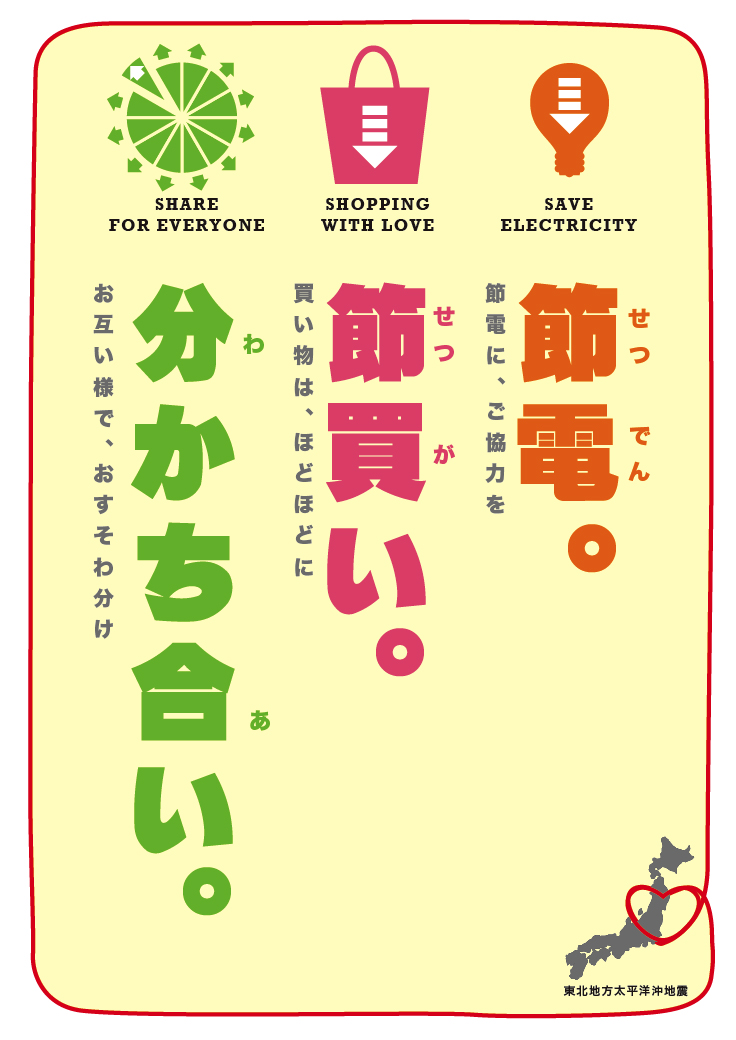
2011年
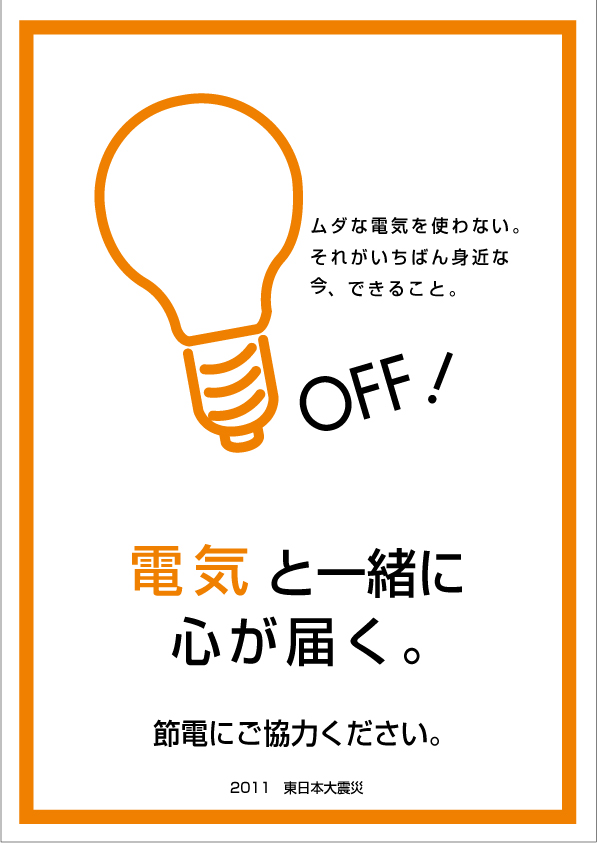
2011年
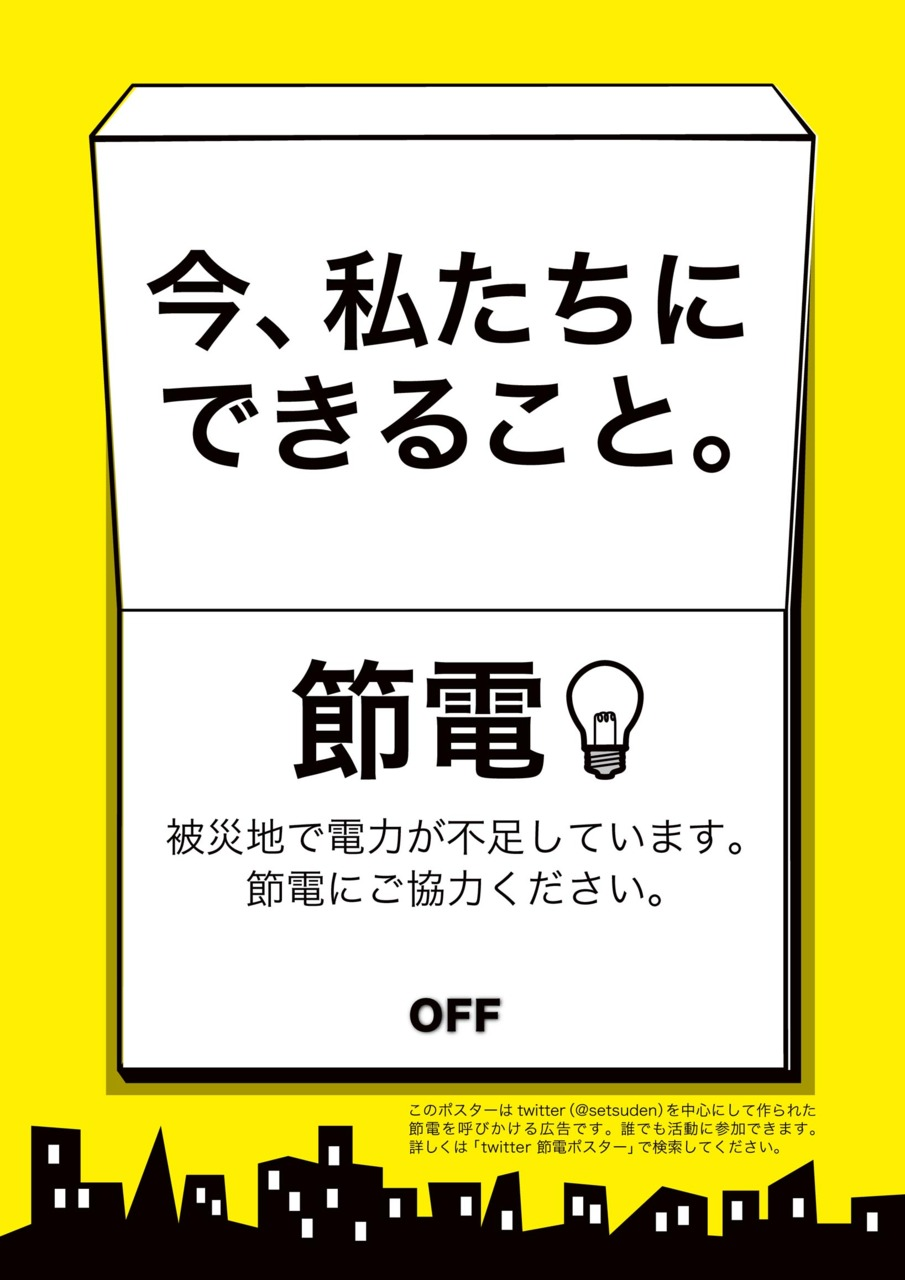
2011年